# The High & Mighty
The High & Mighty ist eine amerikanische Hip-Hop-Gruppe aus Philadelphia. Sie besteht aus dem Rapper Mr. Eon (The High, bürgerlicher Name Erik Meltzer) und dem Produzenten DJ Mighty Mi (The Mighty, bürgerlicher Name Milo Berger).

## Geschichte
Nachdem die beiden Protagonisten (damals noch als MC Eric und DJ Milo) bereits ab 1987 unter dem Namen Freshman 3 zusammengearbeitet hatten, gründeten sie 1996 das Duo The High & Mighty und veröffentlichten im Folgejahr die ersten Singles.  1999 veröffentlichte man über Rawkus das Debütalbum Home Field Advantage. Chris Maruhn schrieb in einer Plattenkritik: „Home Field Advantage ist ein berauschendes B-Boy Document – im wahrsten Sinne des Wortes. Ein perfekter Touchdown.“ Das Album, auf dem Mos Def, Kool Keith, What?What?, Cage, Pharoahe Monch, Evidence, Defari und Eminem als Gäste auftraten, erhielt vom deutschen Hip-Hop-Magazin JUICE fünf von sechs möglichen „Kronen“. Es erreichte in den Billboard-200-Charts Rang 193.
2001 bildeten The High & Mighty mit dem Rapper Cage die Gruppe Smut Peddlers und veröffentlichten ein Album namens Porn Again, ebenfalls über das Label Rawkus. Weitere Veröffentlichungen folgten unter dem eigenen Label (Eastern Conference). Von 2002 bis 2005 folgten drei weitere Alben des Duos, die jedoch nicht an den Erfolg des Debütalbums anknüpfen konnten.
Von 1998 bis 2004 zeichnete das Duo zudem für vier Sampler verantwortlich, die Reihe „Eastern Conference All Stars“. Auf den Alben traten namhafte Künstler wie Kool G Rap, R. A. the Rugged Man, Eminem und Mitglieder der Gruppe The Weathermen als Gäste auf.
Anfang August 2024 veröffentlichte DJ Mighty Mi nach fast 20-jähriger Abstinenz der Gruppe den neuen Track Highest Degree als Vorboten auf ein weiteres Album auf seinem Instagram-Account. Im November folgte mit Two High Whiteys ein weiterer neuer Song, dieses Mal mit einem offiziellen Musikvideo. Mit jenem Track greift das Duo durch ein Vocal-Sample eine alte Fehde mit Masta Ace aus dem Jahr 2001 wieder auf, der die beiden in seinem Track Acknowledge mit der Zeile „Who named y'all the High and the Mighty? / To me, y'all just sound like a couple of high whiteys“ gedisst hatte. Das Album Sound Of Market erschien im Juni 2025, zwei Jahrzehnte nach dem letzten regulären Album des Duos.

## Diskografie

### Alben
- 1999: Home Field Advantage (Rawkus)
- 2001: Porn Again (mit Cage als Smut Peddlers, Rawkus)
- 2002: Air Force 1 (Landspeed Records)
- 2003: The Highlite Zone (Eastern Conference)
- 2005: 12th Man (Eastern Conference)
- 2025: Sound Of Market

### Singles
- 1997: Open Mic Night / The Meaning (Eastern Conference)
- 1997: It's All For You / Hands On Experience / Cranial Lumps (Eastern Conference)
- 1998: B-Boy Document / Mind, Soul & Body (Eastern Conference)
- 1999: B-Boy Document '99 (Rawkus)
- 1999: Sun, Moon, & Stars / The Conflict (Hydra Entertainment)
- 1999: Dirty Decibels (Rawkus)
- 1999: Home Field Advantage (Rawkus)
- 2000: Dick Starbuck Porno Detective (Rawkus, Eastern Conference)
- 2003: Take It Off (Eastern Conference)
- 2024: Highest Degree feat. O.C. (Eastern Conference)
- 2024: Two High Whiteys (Eastern Conference)

### Sampler
- 1998: Presents Eastern Conference All Stars (Eastern Conference)
- 2001: Presents Eastern Conference All Stars II (Landspeed Records)
- 2002: Presents Eastern Conference All Stars III (High Times Records, Eastern Conference)
- 2004: Presents Eastern Conference All Stars IV (Eastern Conference, inkl. DVD)